# Адванс (Северна Каролина)
Адванс (енгл. Advance) насељено је место без административног статуса у америчкој савезној држави Северна Каролина.

## Демографија
По попису из 2010. године број становника је 1.138.
| Група             | 2000.    | 2010.         |
| Белци             | 0 (0,0%) | 1.060 (93,1%) |
| Афроамериканци    | 0 (0,0%) | 25 (2,2%)     |
| Азијати           | 0 (0,0%) | 1 (0,1%)      |
| Хиспаноамериканци | 0 (0,0%) | 22 (1,9%)     |
| Укупно            | 0        | 1.138         |